# Netzpolitik
Netzpolitik (teilweise auch: Digitalpolitik) bezeichnet ein Politikfeld um netzkulturelle, medienpolitische und medienrechtliche Fragen. Der Unterschied zwischen den Begriffen Digitalpolitik und Netzpolitik liegt vor allem im Fokus auf bestimmte Bereiche. Beispielsweise stehen Diskussionen um das Thema Netzneutralität eher im Fokus der Netzpolitik, während Diskussionen um Autonomes Fahren eher im Fokus der Digitalpolitik stehen, obwohl beide Themen sowohl die Netzpolitik als auch die Digitalpolitik betreffen.

## Begriff
Der Begriff Netzpolitik umfasst neben den im Folgenden aufgeführten Themenfeldern auch die resultierenden Kontroversen aus technologischen Entwicklungen und ihrer gesellschaftlichen, kulturellen, wirtschaftlichen und politischen Einflüsse.
In der Netzpolitik verbinden sich seit Mitte der 2000er-Jahre zwei Denkschulen: Die ursprünglich aus dem Liberalismus entwickelten Freiheitsrechte in Gestalt der Grundrechte und der Bürgerrechte sowie die aus der Netzkultur entstandenen Vorstellungen eines freien, offenen und selbstbestimmten Internets als eines gesellschaftlichen und politischen Raums. Als Querschnittsmaterie umfasst die Netzpolitik in einem weiteren Sinne alle gesellschaftlichen Bereiche, die von der Digitalisierung betroffen sind.
Der Begriff der Netzkultur beschreibt die Kultur der digitalen Kommunikation in Datennetzen und legt bei politischen Themen den Fokus unter anderem auf Datenschutz, Partizipation oder die Förderung freier Inhalte.
Typisch für netzpolitische Themen ist, dass sie wesentlich durch den Stand der digitalen Technik zu einem bestimmten Zeitpunkt bedingt sind und dass die gesellschaftliche Reaktion darauf zu einem großen Teil nicht allein in der Hand des nationalen Gesetzgebers oder sonstiger Behörden nur eines Staates liegt. Netzpolitische Fragen werden in komplexen Prozessen gestaltet. Dabei wirken viele Akteure zusammen: Private und öffentliche Unternehmen, Nichtregierungs- bzw. zivilgesellschaftliche Organisationen und staatliche oder suprastaatliche Träger, aber auch unmittelbar alle Bürger, die Online-Dienste und Plattformen nutzen. Beispiele sind die zentrale Verwaltung des Internets durch die Mitglieder der ICANN oder die Entscheidung einer Benutzerin, lieber einen datenschutzfreundlicheren Anbieter für den eigenen E-Mail-Verkehr auszuwählen.
Grob können drei Bereiche netzpolitischer Themen unterschieden werden:
- Politik des Netzes (auch: Internet Governance): Das sind politische Fragen der Netzwerke selbst, ihrer Steuerung, Architektur, technischen Standardisierung. Darunter fallen dann Organisationen wie ICANN, W3C, Fragen der Domainregulierung, der technischen Standards, der globalen Steuerung der technologischen Basis des Internets und seiner Anwendungen, aktuell z. B. auch Themen wie Netzneutralität, Internationalisierung der Entscheidungsfindung bei ICANN etc.
- Politik über das Netz: Das sind Fragen, die die verschiedenen Anwendungen im und mit dem Internet und ihre juristischen, politischen, wirtschaftlichen und kulturellen Standards und Folgen betreffen. Hierzu gehören die Debatten um Urheber- und Verwertungsrechte, Persönlichkeitsrechte, Datenschutz, Jugendschutz. Dazu gehören auch Debatten, wie die neu entstandenen Möglichkeiten und Medienkulturen bisherige Routinen z. B. im Bildungssystem oder in der Medienindustrie unterbrechen und andere, neue Möglichkeiten, Konflikte, Risiken etc. herbeiführen. Netzpolitik bedeutet hier also auch die öffentliche Selbstverständigung der Gesellschaften über die Veränderungen, die ihnen diese Medientechnologien und -kulturen bringen.
- Politik mit dem Netz (auch: Digitale Demokratie): Das sind die Fragen, Debatten, Entwicklungen, wie die digitalen Medien und ihre Anwendungen in die klassischen politischen Prozesse und Institutionen eingreifen und diese verändern. Von eGovernment, eConsultation, eVoting über politisches Marketing und Campaigning mithilfe und im Feld der digitalen Medien.

## Historische Entwicklung
Im Jahr 1996 wurde von John Perry Barlow, einem Gründungsmitglied der Electronic Frontier Foundation, als Reaktion auf den „Telecommunications Act of 1996“ in den USA die Unabhängigkeitserklärung des Cyberspace veröffentlicht. Sie gilt bis heute als eine der einflussreichsten Schriften für eine freie und unabhängige Internetkultur.
In den Jahren 1999 und 2000 sorgte der sogenannte Toywar für Aufsehen, bei dem Internetaktivisten eine Kampagne vorwiegend über das Internet und andere Massenmedien gegen den Spielwarenhändler eToys führten.
Während der Präsidentschaftswahl in den Vereinigten Staaten 2000 (Al Gore vs. G.W. Bush) hat Ubermorgen auf der Plattform 'Vote-Auction' Wahlstimmen angekauft und verkauft und dadurch eine globale Debatte über Demokratie und Kapitalismus (Bringing Capitalism and Democracy closer together, Kampagnenslogan) und „fehlendes Recht“ ausgelöst.
Erstmals 2006 wurden in Deutschland unter dem Motto „Freiheit statt Angst“ Demonstrationen für Datenschutz und gegen staatliche Überwachung veranstaltet. Bis 2014 waren diese eine jährlich stattfindende politische Großveranstaltung, die vom Arbeitskreis Vorratsdatenspeicherung organisiert wurde. Die Demonstrationen hatten auch außerhalb des virtuellen Raums ein starkes Mobilisierungspotential innerhalb der Netzkultur und erhielten ein entsprechendes Medienecho.
Aktivisten der Netzkultur waren oft schnell in der Lage sich gegen politische Maßnahmen wie beispielsweise die 2009 von der deutschen Bundesregierung angegangene Sperrung von Webseiten zu organisieren. Die von der Netzaktivistin Franziska Heine eingebrachte e-Petition wurde zur bisher meist unterstützten Online-Petition in Deutschland und blieb es bis 2018.
Das Kollektiv Anonymous erhielt 2008 weltweite Aufmerksamkeit durch das „Projekt Chanology“, einen internationalen Protest gegen Scientology.
Ab 2010 erlebte die Netzpolitik neue Höhen und Tiefen. Besonders prägend war der Höhenflug der Piratenpartei, die 2011 und 2012 mit ihrem Fokus auf digitale Bürgerrechte, Transparenz und Mitbestimmung große Wahlerfolge erzielte, darunter der Einzug in vier deutsche Landesparlamente. Ihre Basisdemokratie und das Konzept „Liquid Democracy“ fanden großen Anklang in einer Zeit, in der Fragen zu Datenschutz, Urheberrecht und staatlicher Überwachung immer relevanter wurden. Doch interne Konflikte und die fehlende Weiterentwicklung ihrer politischen Agenda führten bald zu einem Bedeutungsverlust.
Parallel dazu brachten die Enthüllungen von Edward Snowden 2013 die globale Überwachung durch die NSA und andere Geheimdienste ans Licht. Diese Enthüllungen lösten weltweit Proteste und Diskussionen über den Schutz der Privatsphäre und digitale Selbstbestimmung aus und gaben der Netzpolitik weiteren Auftrieb.
Ab Mitte der 2010er-Jahre traten zunehmend auch Themen wie die Macht von Internetkonzernen, Algorithmenregulierung und die Bekämpfung von Hassrede und Fake News in den Vordergrund. Mit der Datenschutz-Grundverordnung (DSGVO) führte die EU 2018 eines der weltweit umfassendsten Regelwerke zum Schutz der Privatsphäre ein, was die politische Bedeutung der Netzpolitik weiter unterstrich.
Die bundesdeutschen Länder haben seit 2015 nach und nach sogenannte „Digitalisierungsstrategien“ veröffentlicht.
Während die Protestbewegung gegen das Urheberrechtsreformvorhaben der EU (Artikel 13/17) im Jahr 2019 erneut zeigte, wie mobilisierungsfähig die Netzcommunity ist, blieben viele Fragen rund um digitale Grundrechte, Netzneutralität und Überwachung auch nach 2020 Teil der Tagespolitik. Netzpolitik hat sich so von einer Nischendebatte zu einem festen Bestandteil des politischen Diskurses entwickelt.

## Themenfelder
Die Netzpolitik umfasst ein breites Spektrum an Themenfeldern, die sich mit der Regulierung, Gestaltung und Nutzung des Internets sowie der digitalen Technologien auseinandersetzen. Diese Felder sind eng miteinander verbunden und betreffen grundlegende gesellschaftliche, wirtschaftliche und politische Fragestellungen.

### Datensouveränität und Privatsphäre
Ein zentrales Thema der Netzpolitik ist der Schutz der Privatsphäre und die Wahrung der Datensouveränität. Hierbei geht es um Datenschutz und die Hoheit über personenbezogene Daten, um die Rechte auf informationelle Selbstbestimmung zu garantieren. Zur Sicherung der Privatsphäre sowohl gegenüber Staat als auch Privatunternehmen ist das Thema digitale Überwachung und Tracking von großer Bedeutung. Maßnahmen wie die Datenschutz-Grundverordnung (DSGVO) auf EU-Ebene zielen darauf ab, Überwachung und Tracking durch Unternehmen oder staatliche Akteure einzuschränken und klare Regeln für die Nutzung persönlicher Daten festzulegen.

### Netzneutralität und Zugangsgerechtigkeit
Ein wichtiges Thema der Netzpolitik ist die Sicherung der Netzneutralität, die garantiert, dass kein Datenverkehr bevorzugt oder benachteiligt wird. Dies schafft die Grundlage für einen offenen und diskriminierungsfreien Zugang zu Online-Diensten. Zudem beschäftigt sich die Netzpolitik mit dem Ausbau digitaler Infrastruktur, besonders in ländlichen Regionen um allen gleichberechtigt Zugang zum Netz zu ermöglichen.

### Internet Governance
Netzpolitik beschäftigt sich aber auch mit Themen, wie globale Regulierung und Standardisierung des Internets, die als Internet Governance bezeichnet werden. Hierbei geht es um die Koordination technischer Standards, die Vergabe von Domainnamen sowie die Festlegung internationaler Regeln für den Datenaustausch.

### Digitale Sicherheit und Cybersecurity
Die Sicherheit im digitalen Raum ist ein weiteres zentrales Feld der Netzpolitik. Der Fokus liegt hier auf Themen, wie der Entwicklung robuster Sicherheitsstandards und der Förderung von Verschlüsselungstechnologien, um digitale Infrastrukturen und personenbezogene Daten besser zu schützen.

### Digitale Kultur
Im Bereich der digitalen Kultur stehen gesellschaftliche und technologische Veränderungen im Vordergrund. Dazu gehört klassischerweise das Thema Urheberrecht, um es an die Herausforderungen des digitalen Zeitalters anzupassen, sowie die Förderung offener Lizenzen wie Creative Commons, die den Zugang zu Wissen und kreativen Inhalten erleichtern. Gleichzeitig sind die Wechselwirkungen zwischen Technologie und Gesellschaft und die Rolle von Medien im digitalen Raum häufig Gegenstand netzpolitischer Diskussionen.

### Digitale Transformation – Künstliche Intelligenz und Automatisierung
Am schnellsten wechselt wohl die Schwerpunktsetzung innerhalb des Themas Digitale Transformation. Zuletzt steht dabei die zunehmende Nutzung von künstlicher Intelligenz (KI) und Automatisierung im Fokus, die neue Herausforderungen für die Netzpolitik darstellt. Themen wie die Regulierung von KI-Systemen, der Umgang mit algorithmischer Diskriminierung und die Auswirkungen auf Arbeitsmärkte sind Gegenstand aktueller politischer und gesellschaftlicher Debatten. Die Europäische Union hat in ihrem Weißbuch zur KI einen ethischen und rechtlichen Rahmen vorgeschlagen. Unabhängig vom Thema der künstlichen Intelligenz gehören hier aber auch andere technologiegetriebene Veränderungen in das Themenfeld, wie beispielsweise Smart Cities oder digitale Gesundheitslösungen.

### Digitale Demokratie und Partizipation
Ein großes Feld innerhalb der Netzpolitik ist das Thema Partizipation und damit eng verbunden die digitale Demokratie. Das Thema „Digitale Bürgerbeteiligung“ ist die Möglichkeit an Ideenfindungen, Meinungsaustausch und Entscheidungsprozessen mithilfe digitaler Tools teilnehmen und Einfluss nehmen zu können. Cyberfeministische Ansätze fördern dabei eine geschlechtergerechte und inklusive digitale Gesellschaft. Beim Thema Open Data geht es darum, wie öffentliche Daten der Allgemeinheit bereitgestellt und dann weitergenutzt werden können. Dazu gehören beispielsweise Informationsfreiheits- und Transparenzgesetze. Darüber hinaus ist auch die Frage wie datengetriebene Prozesse in einem freien und selbstbestimmten Netz genutzt werden können ein wichtiges Feld.

## Nationale und internationale Akteure

### Deutschland

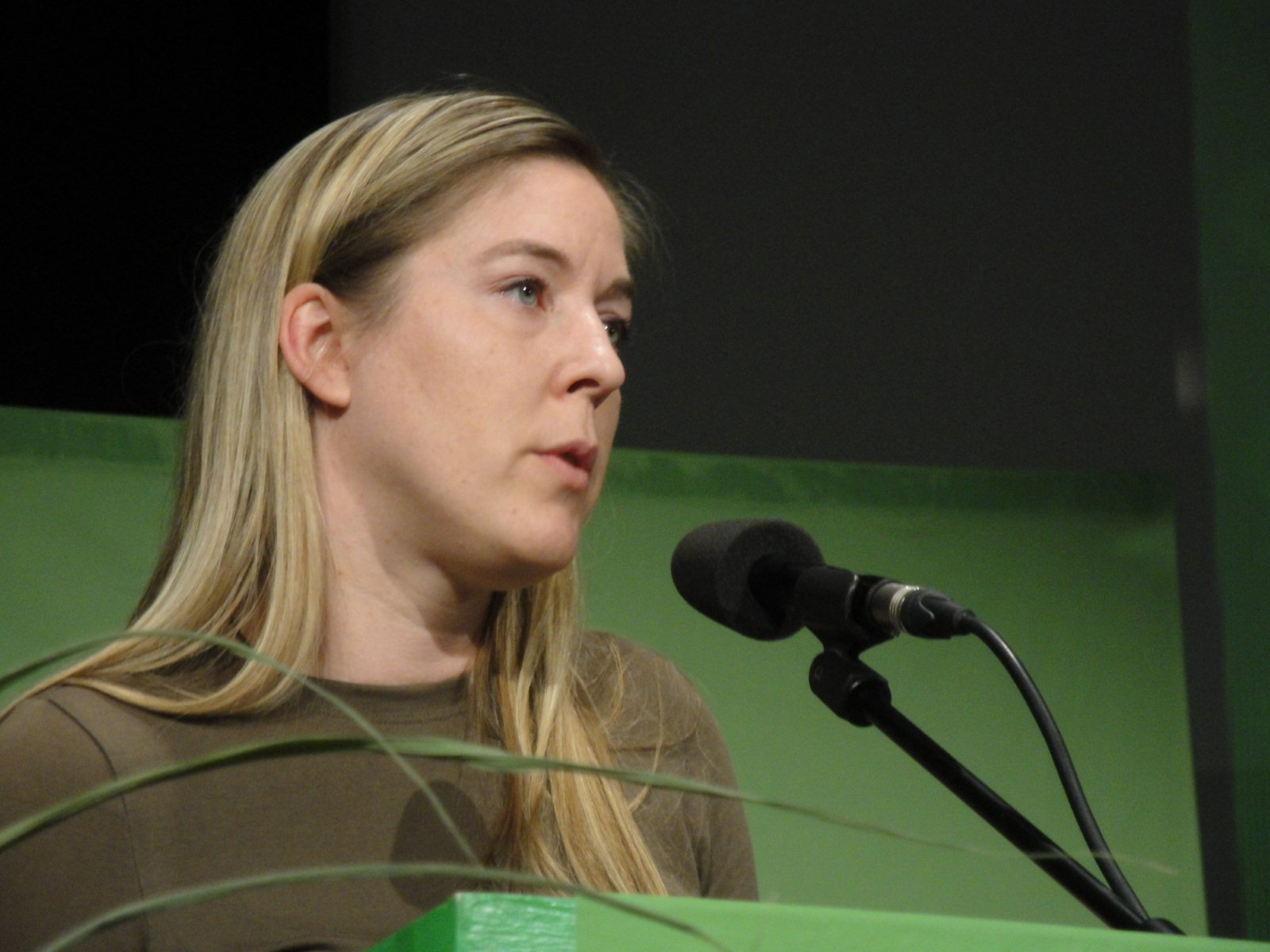
Constanze Kurz (CCC)

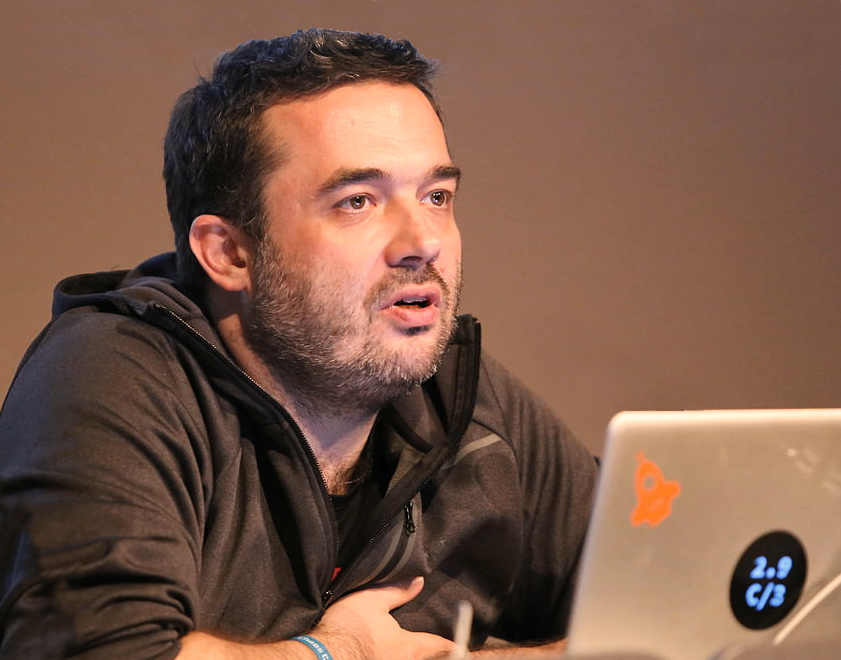
Frank Rieger (CCC)

Die größte netzpolitische Organisation in Deutschland ist der Chaos Computer Club. Aber auch weitere Akteure wie der Arbeitskreis Vorratsdatenspeicherung oder Digitalcourage (ehemals FoeBuD) fühlen sich zu großen Teilen in der Netzkultur beheimatet. Weitere bekannte Organisationen sind u. a. der Verein Digitale Gesellschaft, die Gesellschaft für Freiheitsrechte oder die Deutsche Vereinigung für Datenschutz.
Das Blog Netzpolitik.org ist die wichtigste mediale Plattform der deutschen Netzpolitik. Es informiert regelmäßig über Themen wie Überwachung, Datenschutz und digitale Bürgerrechte und versteht sich als politisches Medium und Watchdog.
Darüber hinaus gibt es eine Reihe an unabhängigen Vereinen, die einzelnen politischen Parteien nahestehen.
- D64 – Zentrum für Digitalen Fortschritt (SPD-nah)
- cnetz – Verein für Netzpolitik e. V. (CDU/CSU-nah)
- netzbegrünung – Verein für grüne Netzkultur e. V. (Bündnis 90/Die Grünen-nah)
- LOAD e. V. (FDP-nah)[22]

Der Deutsche Bundestag hat einen Ausschuss für Digitales und Staatsmodernisierung, die Deutsche Bundesregierung neben dem Bundesministerium für Digitalisierung und Staatsmodernisierung u. a. auch einen „IT-Planungsrat“.

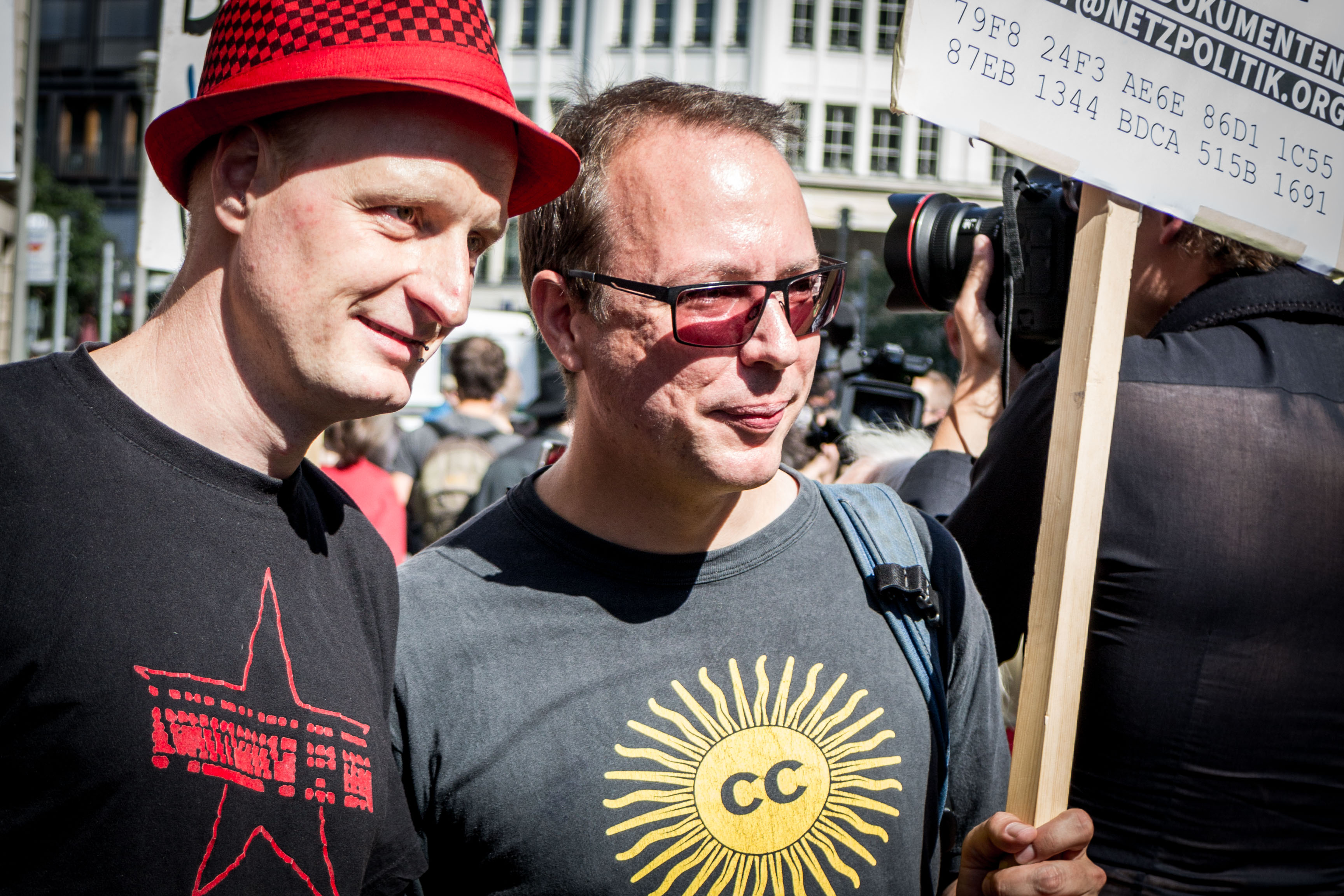
Andre Meister und Markus Beckedahl

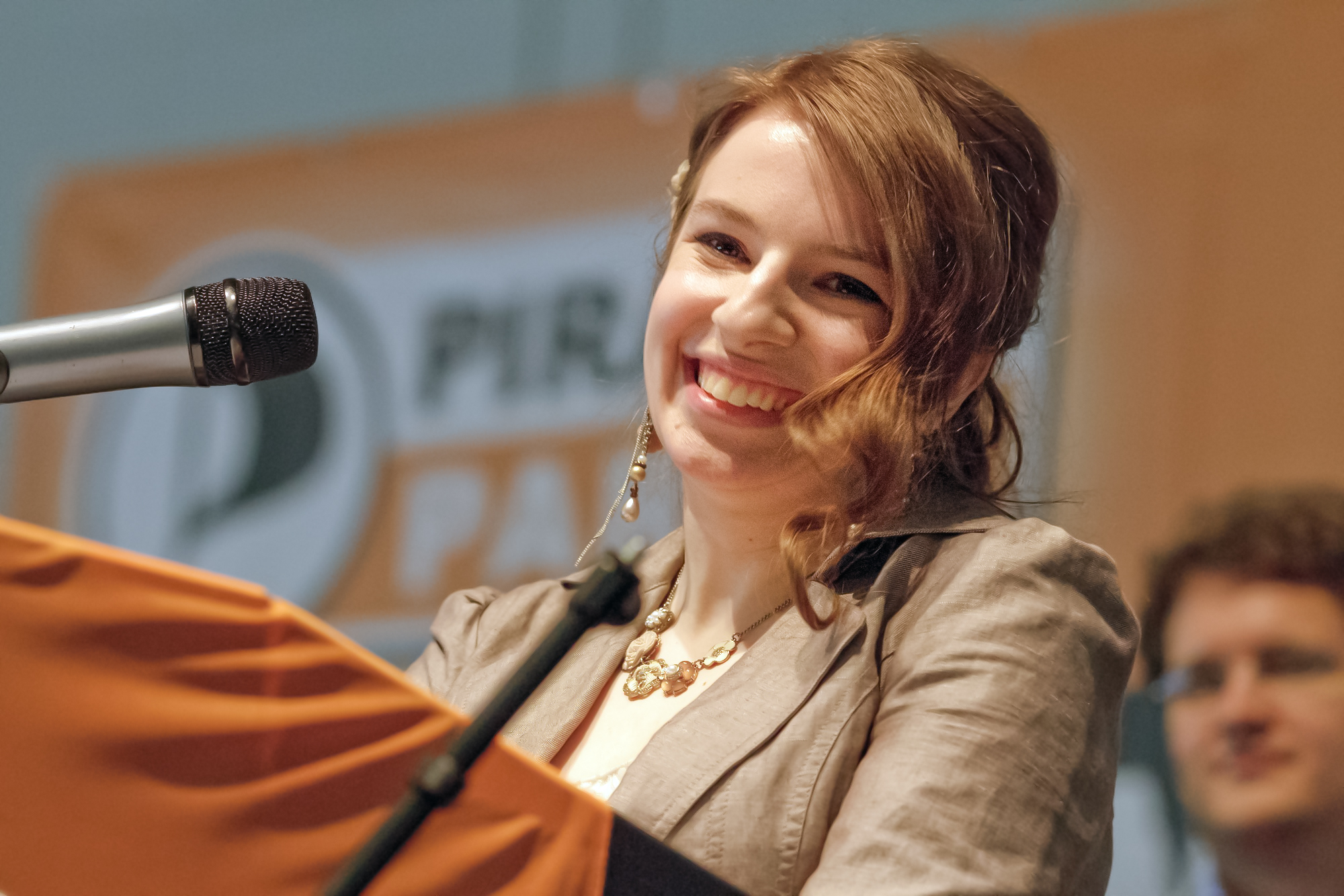
Marina Weisband

Von den im Bundestag vertretenen Parteien haben CDU, CSU, Bündnis 90/Die Grünen und Die Linke jeweils Arbeitskreise oder Arbeitsgemeinschaften zu diesem Themenbereich auf Bundesebene in ihrer Partei. Die Piratenpartei versteht sich selbst als Partei der Informationsgesellschaft und war zwischen 2011 und 2024 in einigen Landesparlamenten und dem Europaparlament vertreten.
Zu den bekannten Netzaktivisten zählen unter anderem die Bürgerrechtlerin Bettina Winsemann, die Blogger Markus Beckedahl und Andre Meister von netzpolitik.org, die Politikwissenschaftlerin Jeanette Hofmann, der Wirtschaftswissenschaftler Leonhard Dobusch, der Soziologe Andreas Kemper, die feministische Netzaktivistin und Politikerin der Linken Anke Domscheit-Berg, die ehrenamtlichen Sprecher des Chaos Computer Clubs Constanze Kurz und Frank Rieger, die ehemalige politische Geschäftsführerin der Piratenpartei Deutschland Marina Weisband, der frühere Abgeordnete der Piratenpartei im Europäischen Parlament Felix Reda oder die Künstler Rena Tangens und padeluun.

### Österreich

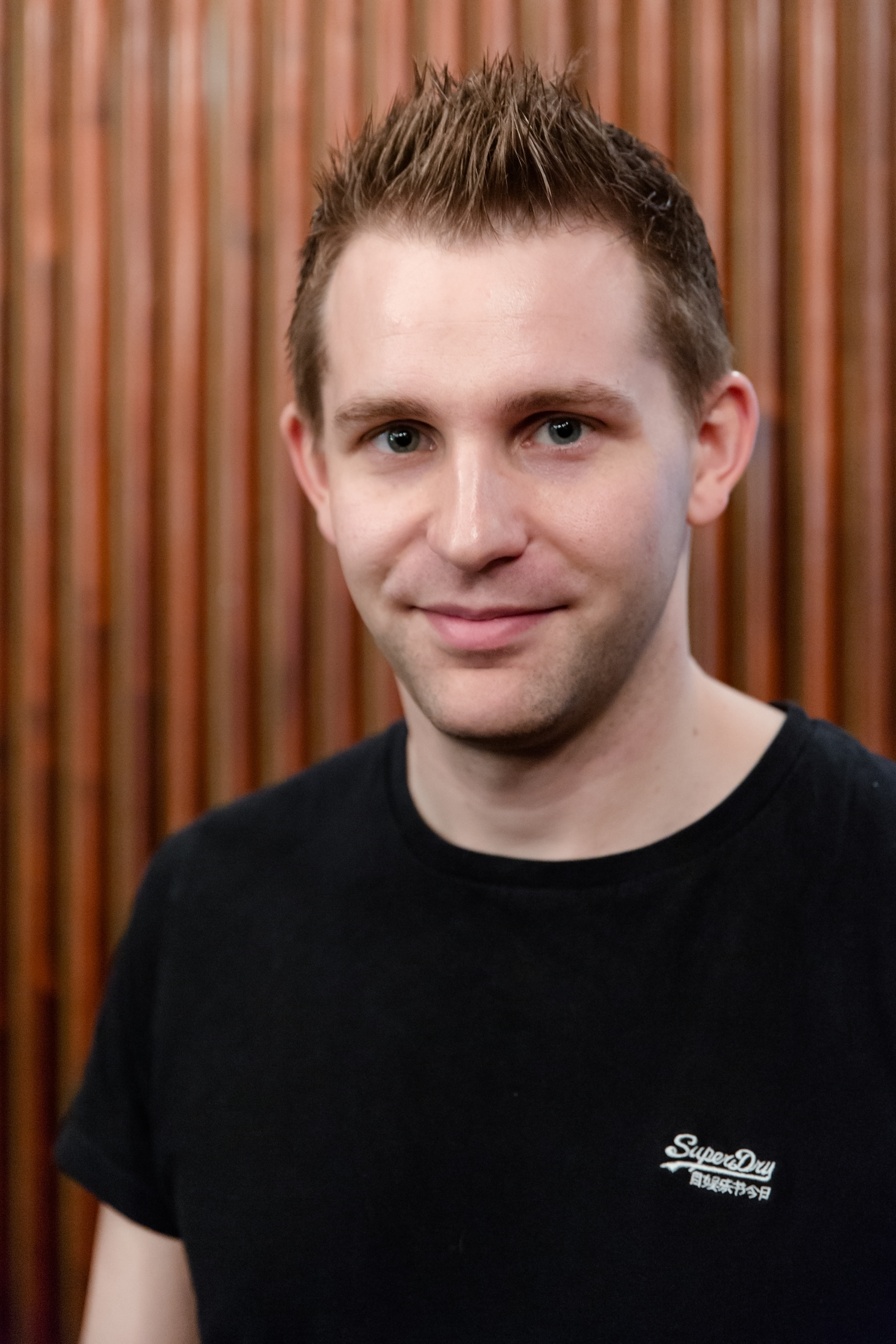
Maximilian Schrems (NOYB)

In Österreich sind mehrere netzpolitische Organisationen aktiv. Dazu gehören etwa die Erfas des Chaos Computer Clubs, namentlich der Chaos Computerclub Wien und der Chaostreff Salzburg. Zu europapolitischen Themen wie der Netzneutralität engagiert sich insbesondere die Grundrechtsorganisation epicenter.works. Am ersten Donnerstag im Monat veranstalten Vertreter zivilgesellschaftlicher Organisationen seit 3. Dezember 2015 den Netzpolitischen Abend. Als Datenschützer ist besonders Maximilian Schrems hervorgetreten, der mit NOYB eine eigene Nichtregierungsorganisation gegründet hat und insbesondere gegen Datenschutzverstöße von großen Internetplattformen vorgeht.
Im Nationalrat gibt es einen Ausschuss für Forschung, Innovation und Digitalisierung. Ein 2018 gebildetes Ministerium für Digitalisierung und Wirtschaftsstandort wurde im Zuge der Regierungsumbildung im Juli 2022 aufgelöst. Seit 2024 gibt es im Bundeskanzleramt ein Staatssekretariat für Digitalisierung.

### Schweiz
In der Schweiz gibt es seit 2011 die Digitale Gesellschaft als gemeinnützige Organisation, die sich mit digitalen Rechten beschäftigt. Sie ist unabhängig von dem Verein gleichen Namens, der in Deutschland aktiv ist.
Innerhalb der Schweizer Parteien gibt es eine Themenkommission „Netz- und Datenpolitik“ bei der sozialdemokratischen SP, eine netzpolitische Arbeitsgruppe bei den Grünen und die grünliberale GLP benennt in ihrem glp lab Digitale Technologien als eines der Hauptthemen, zu dem Projekte erarbeitet werden.

### International

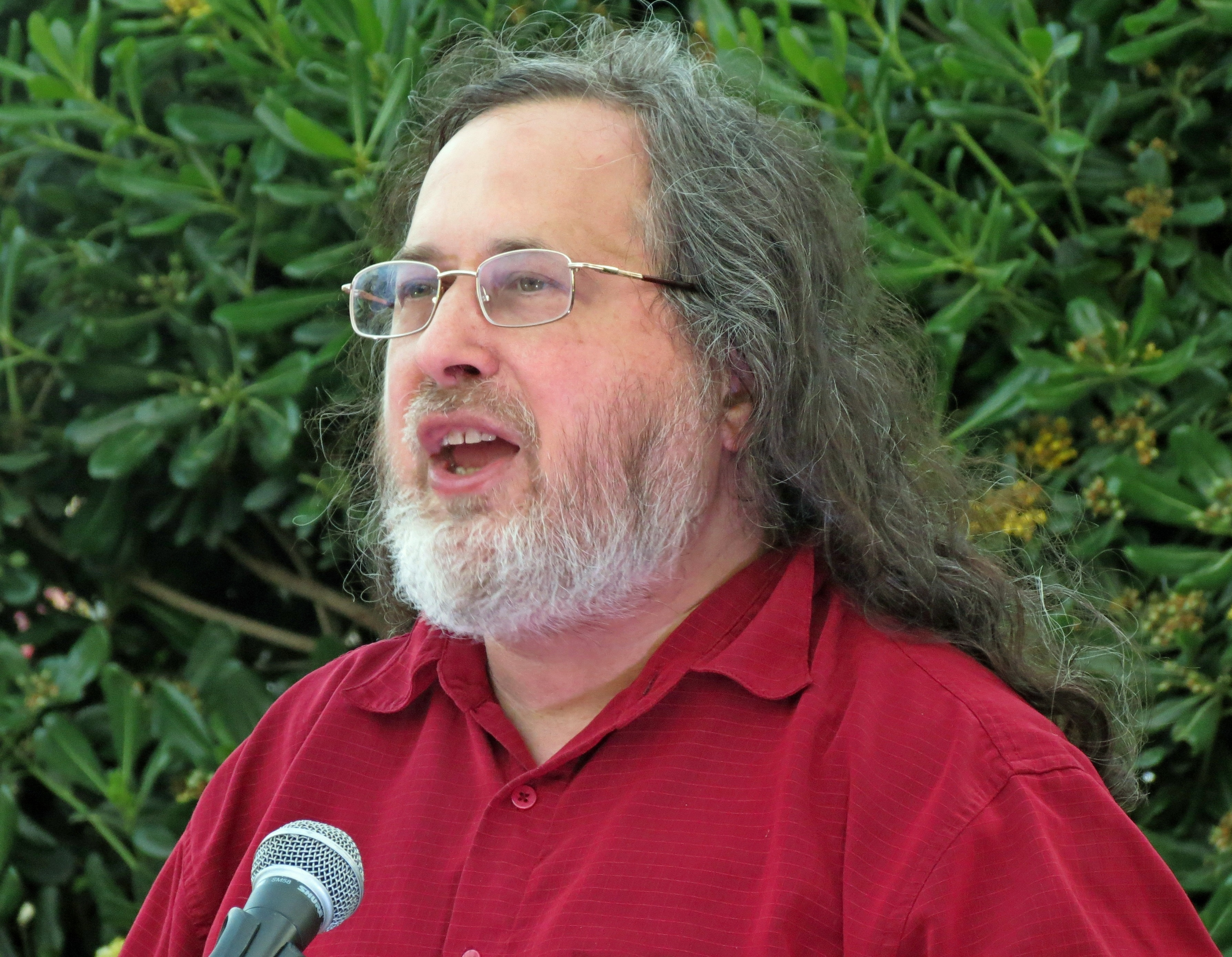
Richard Stallman

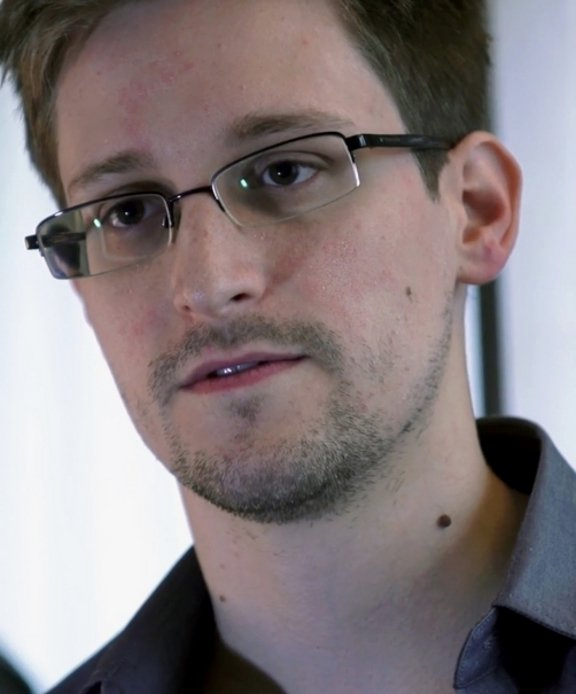
Edward Snowden

Viele der netzpolitischen Organisationen in Europa innerhalb und außerhalb der Europäischen Union sind Mitglied der Dachorganisation EDRi. In Frankreich gibt es die Nichtregierungsorganisation La Quadrature du Net.
Außerhalb Europas gibt es als netzpolitische Organisationen u. a. in den USA die Electronic Frontier Foundation (EFF), der beispielsweise der Kryptologe und IT-Sicherheitsberater Bruce Schneier angehört.
Zu den bekannten internationalen Netzaktivisten gehören unter anderem der Gründer des GNU-Projekts Richard Stallman, der Whistleblower Edward Snowden oder der US-amerikanische Medienrechtler Tim Wu.